# Roswell That Ends Well
«Roswell That Ends Well» (укр. «Росвелл, що добре кінчається») — дев'ятнадцята серія третього сезону анімаційного серіалу «Футурама», що вийшла в ефір у Північній Америці 9 грудня 2001 року і отримала нагороду «Еммі».
Автор сценарію: Дж. Стюарт Бернс.
Режисер: Річ Мур.

## Сюжет
Команда «Міжпланетного експреса» прибуває у певне місце в космосі, щоби помилуватися вибухом наднової. Фрай, якого попросили приготувати поп-корн, кладе у мікрохвильову піч непридатний для цього металевий контейнер з кукурудзяними зернами. В результаті реакції між мікрохвильовим випромінюванням пічки та «гравітонами і гравіолами» наднової корабель разом із екіпажем переноситься у 1947 рік. Через відсутність системи глобального позиціонування корабель аварійно приземлюється у Росвеллі, штат Нью-Мексико. 
Бендера, який знехтував пасками безпеки, інерцією викидає з корабля і розбиває на шматки. Команда доручає доктору Зойдберґу зібрати шматки робота, а самі разом з його відірваною головою йдуть відпочивати. З настанням темряви Зойдберґа захоплюють військові США, доставивши його на повітряну базу Росвелл для дослідів. Військові також «реконструюють» летючу тарілку з уламків бендерового тіла.
Для повернення у свій час команді потрібний мікрохвильовий випромінювач, але корабельну пічку знищено, а у 1947 році мікрохвильовку ще не винайшли. Ліла пропонує скористатися параболічною мікрохвильовою антеною з військової бази, але професор Фарнсворт рішуче протестує, побоюючись, що це може змінити хід історії. Тим часом, переодягнений солдатом, Фрай зустрічає свого дідуся Еноса, який служить у Росвеллі та є зарученим із місцевою офіціанткою, майбутньою бабусею Фрая. Врятувавши Еноса від вантажівки, Фрай починає невідступно слідувати за ним, оберігаючи його життя (оскільки у випадку загибелі дідуся, він сам перестане існувати). Зрештою Фрай відвозить Еноса у цілковито безпечний на його думку будинок посеред пустелі. Будинок опиняється в зоні випробувань ядерної зброї, отже Енос гине.
Фрай зустрічає і заходиться втішати свою гіпотетичну бабусю Мілдред. Та запрошує його провести її додому і зваблює. Судячи з того, що він не припинив існувати, Фрай виснує, що Енос і Мілдред насправді не були його дідом і бабою. Коли решта команди вранці знаходить Фрая в ліжку з Мілдред, професор наполягає на тому, що вона дійсно його бабуся, і Фрай розуміє, що сам собі є дідом. Професор, натомість, відмовляється від суворого невтручання в історичні події.
Команда на кораблі атакує повітряну базу Росвелл і викрадає з неї параболічний випромінювач. Фрай і Ліла рятують Зойдберґа від розтину, а професор встигає схопити перероблене на НЛО тіло Бендера. Вся команда успішно рятується, але голова Бендера випадає з відкритого люка. Повернутися за нею неможливо, оскільки часово-просторовий тунель, крізь який корабель може повернутися у ХХХІ століття, незабаром затягнеться.
Фрай дуже сумує за втратою Бендера, доки йому не спадає на думку вилетіти у Нью-Мексико, де він за допомогою металошукача знаходить у піску голову робота, що анітрохи не змінилася за тисячу років. Приладнавши її до переробленого на летючу тарілку тіла, друзі вирушають додому.

## Послідовність дії
Серія є важливою зв'язкою в наскрізній сюжетній лінії, яка стосується долі Фрая. Ставши своїм власним дідом, Фрай отримав унікальну генетичну аномалію, яка призвела до відсутності в електричних хвилях його мозку дельта-ритму, «притаманного всім розумним формам життя, роботам і деяким рослинам». Ця аномалія зробила Фрая невразливим до впливу космічних істот, відомих як Летючі Мізки, під час їхнього нападу на Землю в серії «The Day the Earth Stood Stupid» і допомогла подолати їх назавжди в серії «The Why of Fry».

## Визнання
- У 2002 році серію було нагороджено премією «Еммі» в номінації «Найкраща анімаційна програма, тривалістю до однієї години».
- Режисер серії Річ Мур отримав премію «Енні» в номінації «Режисура анімованої телевізійної програми» у 2002 році .
- У 2006 році сайт «IGN.com» присудив цій серії 6 місце у списку 25-ти найкращих серій «Футурами»  [Архівовано 16 лютого 2007 у Wayback Machine.].
- Часопис «Sci Fi» поставив серії найвищу оцінку «A» .

## Пародії, алюзії, цікаві факти
- Оригінальна назва серії є грою слів на основі розповсюдженого виразу «все добре, що добре кінчається» (англ. all's well that ends well).
- У сцені, де професор і Ліла сидять у кафе, за вікном видно ядерний вибух. Населення містечка не звертає на нього уваги, що було типовим для мешканців даного регіону у 1940-1950-ті роки, оскільки в тамтешніх пустелях часто проводилися випробовування. На диво, Ліла і професор також ігнорують вибух.
- Той факт, що Фрай є своїм власним дідусем, нагадує родовід Зафода Біблброкса з трилогії «Путівник по Галактиці для космотуристів» Дугласа Адамса.
- Випадкове вбивство Фраєм свого дідуся і запліднення власної бабусі є алюзією на давньогрецький міф про царя Едіпа, який несвідомо вбив свого батька і одружився та народив дітей із власною матір'ю.
- Вбивство Фраєм свого (гіпотетичного) діда і той факт, що не зважаючи на це, ланцюжок подій, які призвели до його власного народження, не було порушено, ілюструють два парадокси, пов'язані з теорією подорожування в часі: так звані «парадокс дідуся» і «парадокс визначення наперед».

## Особливості українського перекладу
- Перед вибухом наднової, Фрай каже: «Якщо вона схожа на „Таврію Нову”, то спалахне все небо!»
- Енос розмовляє російсько-українським суржиком.
- У кафе в Росвеллі професор Фарнсворт замовляє: «людський біфштекс з людською печінкою і людським коктейлем». Це другий випадок, коли «soylent» (зроблений з людських решток універсальний харчовий продукт з роману Гаррі Гаррісона «Посуньтесь! Посуньтесь!») перекладено в такий спосіб (у серії «The 30% Iron Chef» використано термін «іншопланетянина»).